# Al Managil

Localização do distrito

Al Managil é um dos sete distritos do estado de Al Jazirah, no Sudão.